# Акира
 Тази статия е за японския филм.  За комикса вижте Акира (манга).  
„Акира“ (на японски: AKIRA) е японски анимационен научнофантастичен филм от 1988 година на режисьора Кацухиро Отомо по негов сценарий в съавторство с Изо Хашимото. Филмът е базиран на манга поредицата на Отомо „Акира“.
Действието се развива в киберпънк антиутопия, като младежка банда е въвлечена в таен правителствен проект и освобождава държано затворено същество със свръхестествени психични сили.